# Province de Chincha
La province de Chincha (en espagnol : Provincia de Chincha) est l'une des cinq provinces de la région d'Ica, au Pérou. Son chef-lieu est la ville de Chincha Alta.

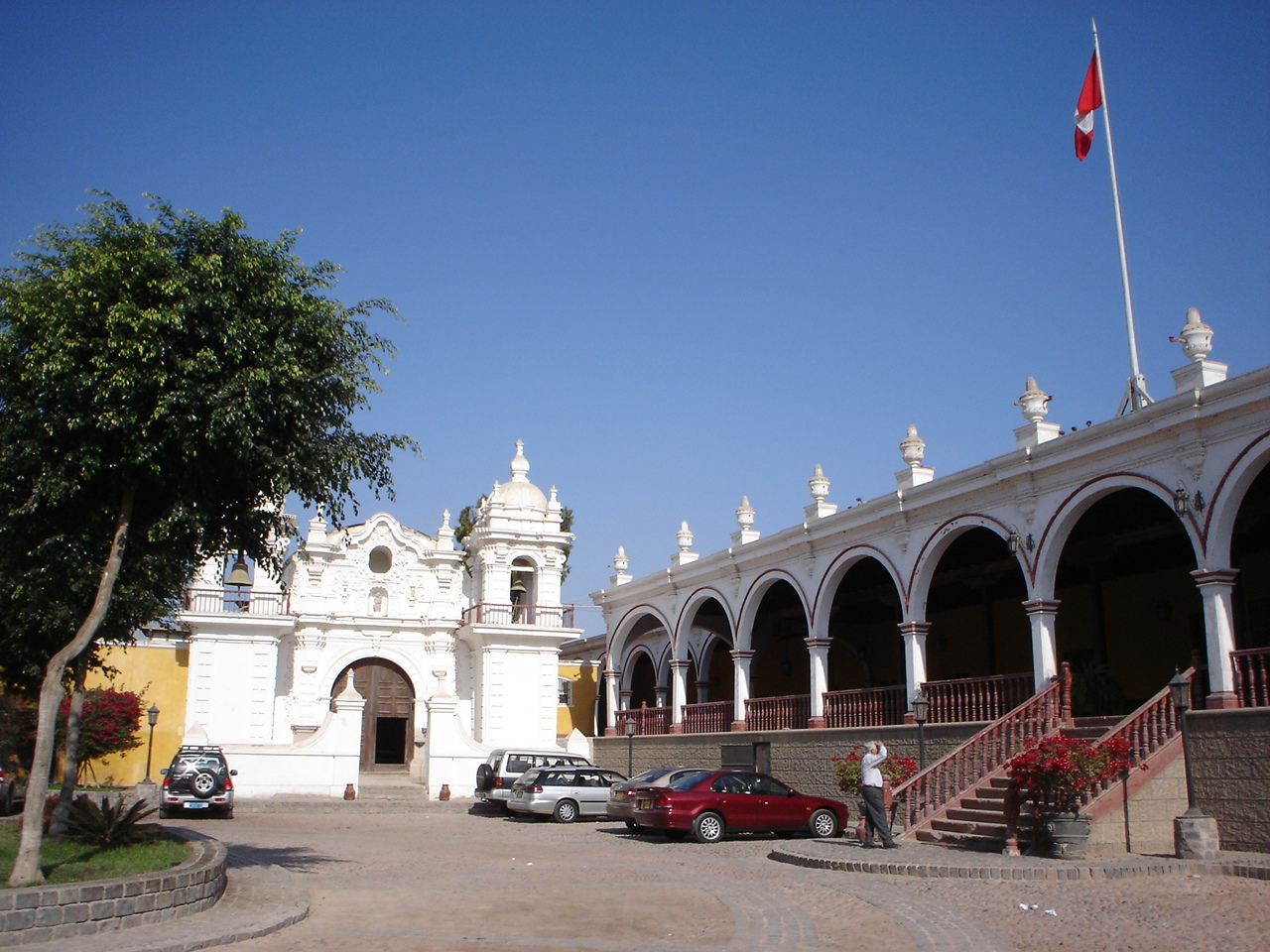
Hacienda San Jose Chincha, Pérou

## Géographie
Couvrant une superficie de 2 988,27 km2, c'est la plus septentrionale des provinces de la région. Elle est limitée au nord par les provinces de Cañete et Yauyos (région de Lima), à l'est par la région de Huancavelica, au sud par la province de Pisco et à l'ouest par l'océan Pacifique.

## Population
La population de la province s'élevait à 210 098 habitants en 2010.

## Subdivisions
La province est divisée en onze districts :
- Alto Larán
- Chavín
- Chincha Alta
- Chincha Baja
- El Carmen
- Grocio Prado
- Pueblo Nuevo
- San Juan de Yanac
- San Pedro de Huacarpana
- Sunampe
- Tambo de Mora